# Parkers Prairie (Minnesota)
Parkers Prairie – miasto w Stanach Zjednoczonych, w stanie Minnesota, w hrabstwie Otter Tail.